# Bremer Bäder

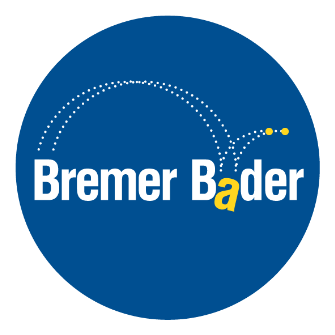
Logo der Bremer Bäder

Als Bremer Bäder bestehen in Bremen um die 11 Strandbäder und 13 Frei- und Hallenbäder. Die Bremer Bäder GmbH, auch Bremer Bädergesellschaft genannt, verwaltet sie.

## Die Gesellschaft
Die Bremer Bäder GmbH ist eine städtische Beteiligung zum Betrieb und der Entwicklung der Bremer Schwimmbäder. Sie wurde 1942 als Gesellschaft für öffentliche Bäder gegründet. Die Stadt hält 100 % der Geschäftsanteile. (früher 97,65 %, weiterer Gesellschafter war der Verein für öffentliche Bäder)

Die Gesellschaft betreibt drei Kombibäder mit jeweils Hallen- und Freibadteil, fünf Hallenbäder, zwei Freibäder, zwei Bewegungsbäder und eine Eissporthalle. Jedes Jahr werden die Einrichtungen von über 1,9 Millionen Besucher frequentiert (Stand 2015), die die verschiedenen Angebote nutzen.

## Geschichte

### 18. Jahrhundert bis 1945
Badestellen und öffentliche Badeplätze bzw. Badeanstalten entstanden im 18. und 19. Jahrhundert an der Weser und ihren Nebenflüssen u. a. an der Werderstraße, am Hohentorsdreieck (bis 1865) in der Neustadt, in Wolmerhausen, an der Stephanikirchweide (um 1870 bis 1888), als Hufelandsche Badeanstalt an der kleinen Weser (1846 bis 1903), Am Wall Nr. 64, als vier Badeschiffe am Osterdeich (um ab 1860 bis 1890), als schwimmende Badeanstalten (u. a. Kaiserbrücke, Altenwall), in Peterswerder als Badeanstalt Wagenbrett, in Hastedt unterhalb des Weserwehrs ab 1887 die später so genannte Badeanstalt Eberlein, am Hodenberger Deich (1903–?), in Rönnebeck (1907–1920 und ab 1937), in Mittelsbüren (1914–1956) sowie in Lesum das Strandbad (1936–1946).
Der Verein für öffentliche Bäder baute 1877 das zentrale und gut besuchte Breitenwegbad beim Bremer Hauptbahnhof und erweiterte die Anlage 1889. 1944 wurde das kleine Hallenbad beschädigt. Ein provisorischer Betrieb bestand von 1945 bis 1952, bis das Haus abgerissen wurde.
1915 wurde das Achterdiekbad an der Franz-Schütte-Allee in einem Park in der Nähe zum späteren Achterdiekpark aus Stiftungsmitteln von Franz Schüttes – Erben eingerichtet.
Ein Volksbad am Steffensweg in Walle von 1899 entstand durch Spenden von Marie Gesine Hackfeld. 1928 wurde das Bad zum Hallenbad erweitert und hieß nun Hansabad. 1943 wurde es zerstört.
1914 baute der Verein für öffentliche Bäder die Badeanstalt am Ohlenhof in Gröpelingen. 1929 wurde das Bad erweitert, erhielt aber keine Schwimmhalle; 1945 zerstört, nach dem Krieg wieder eingerichtet und 1985 geschlossen.
Der Verein für Licht- und Luftbäder an der Ochtum richtete 1921 das Ochtumbad ein und baute es 1925 zum Schwimmbad aus, 1942 zerstört.

1926 entstand ein Flussbad am Oberländischen Hafen auf dem Werder; nach 1945 aufgegeben.
Das Stadionbad am Weserstadion in der Östlichen Vorstadt wurde am 8. August 1925 eröffnet und zunächst vom Allgemeinen Bremer Turn- und Sportverein (ABTS) betrieben. Am Eröffnungstag fanden hier auch die Deutschen Schwimm-Meisterschaften 1925 statt. 1929 wurde das Bad vom Verein Weser-Stadion und ab 1942 von der Gesellschaft für öffentliche Bäder übernommen.
Strandbäder gibt es seit 1926 am Grambker See, seit 1927 am Waller See und seit 1936 an der Lesum (später Heidbergbad) sowie von 1936 bis in den Krieg am Schönebecker Strand.
Der Bau des einfachen Horner Bades in Horn erfolgte 1932/33 durch Private. Der Neubau erfolgte 1960.
1939 kommen die Bäder in Hemelingen, Blumenthal, Aumund und Grohn zur Stadt.
1942 wurde die Bremer Bädergesellschaft gegründet.

### Nach 1945
Nach dem Zweiten Weltkrieg gab es die Strandbäder an der Weser bei der Sielwallfähre, hinter dem Weserwehr, bei Habenhausen, in Woltmershausen, in Rablinghausen und am Lankenauer Höft. 1962 wurde der Werdersee mit Strand an der kleinen Weser angelegt und 1970 die DLRG-Station dazu gebaut. Das Sommerbad Blumenthal entstand 1969.
1948/49 wurde der See Rottkuhle in Hemelingen mit Spundwänden beckenartig zu einem Freibad ausgebaut. 1997 wurde der Badebetrieb gesperrt, danach mit einem Bodenfilter versehen.
1949 entstand das Heidbergbad in Burglesum, ein Freibad mit großen Freiflächen. Es wurde 2005 stillgelegt.
Anfang der 1950er Jahre wurden wegen der zunehmenden Weserverschmutzung zahlreiche Flußbadeanstalten stillgelegt, u. a. 1952 das Sommerbad Grohn, 1953 das Sommerbad Blumenthal, 1954 die Badeanstalt Eberlein in Hastedt und 1955 die Badeanstalt Wagenbrett am Weserstadion. Das Gelände von letzterer wurde genutzt, um die Liegefläche des direkt benachbarten Stadionbades zu vergrößern.
Von 1950 bis 1952 wurde das Zentralbad in Bremen-Mitte am Richtweg als Hallenbad mit zwei Schwimmhallen mit 25-Meter-Bahnen gebaut und 1985 wieder geschlossen und danach abgerissen. Hier steht seit 1999 das Musical Theater Bremen.
1956 eröffnete das nach Plänen von Kurt Haering erbaute Schlossparkbad in Sebaldsbrück.
1961 baute die Gewoba das Herbert-Ritze-Bad in der Vahr das bis 1993 bestand. Hier entstand 1998 das Vitalbad Vahr als Hallenbad mit Wellnesszone.
Während des Baus von Straßen entstanden Badeseen: 1961/62 an der Autobahn A1 der Mahndorfer See. 1962 im Zuge des Ausbaus der B 75 der Sodenmattsee, 1969 an der Autobahn A27 der Bultensee in Osterholz-Tenever, 1969 der Achterdieksee (Vahr/Oberneuland) beim Ausbau der Autobahn A27. 1972/73 beim Ausbau der A 27 der Waller Feldmarksee.
Auch der Stadtwaldsee (Unisee) in Horn-Lehe ist ein Baggersee, 1967/68 angelegt für den Bau der Universität Bremen, und er dient auch als Badesee.
1963 wurde das Kombibad Bremen-Nord gebaut mit Hallenbad, Freibad, medizinische Bäder und später Sauna. 1989 fand ein Umbau statt und es erhielt den Namen Sport- und Freizeitbad Fritz-Piaskowski und später Freizeitbad Vegesack. Es wurde nach der Sanierung 2006 wiedereröffneten.
1970 wurde das Hallenbad Süd in der Bremer Neustadt nach Plänen von Carl Rotermund und Walter Sommer in den Neustadtswallanlagen erbaut und 2003 nach einer Sanierung wiedereröffnet.
1975 kam das Hallenbad West in Walle dazu. Das Westbad wird nach einem Umbau 2005 als Kombibad wiedereröffnet
Von 1974 bis 1978 entstanden die Sportbauten mit dem Hallenbad der Universität Bremen nach Plänen der Planungsgruppe Medium. 2014 wurde die Schließung des Uni-Bades diskutiert. Bei der Schwimmhalle handelt es sich um das einzige wettkampftaugliche Bad in Bremen.
1977 eröffnete das Hallenbad Tenever im Bereich der Großwohnsiedlung Tenever, das als „Demonstrativbauvorhaben“ gedacht war. Das Hallenbad wird heute OTeBAD bezeichnet.
1979 eröffnete das Schlossparkbad seinen Betrieb. Eine Freizeitanlage ergänzte das Freibad. 2001 unterstützten private Unternehmen die Finanzierung des Betriebes.
Das Hallenbad am Osterdeich in der Östlichen Vorstadt wurde 1980 vom Bremer Schwimm-Club (BSC) übernommen und 1993 dem LSV übertragen.
1980 eröffnete das Hallenbad Huchting im Ortsteil Sodenmatt.
Bei einer Bewertung durch das Internetportal Testberichte.de landete das Stadionbad auf Platz 247 von 412 bewerteten Freibädern Deutschlands.

## Bestehende Bäder

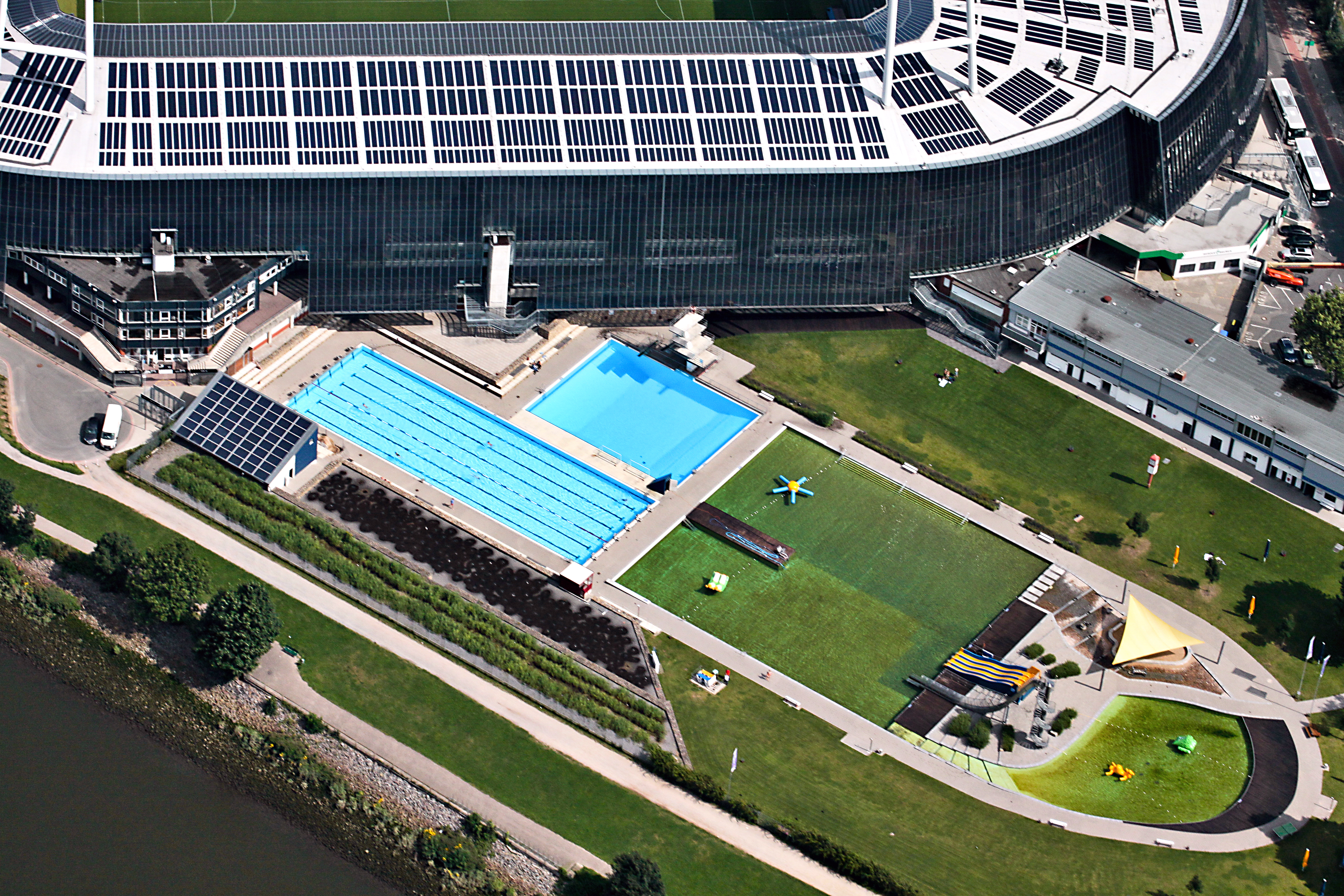
Stadionbad am Weserstadion

Es bestehen (Stand 2015) eine Reihe von Strandbädern an der Weser bei der Sielwallfähre, in Blumenthal, Rablinghausen, Woltmershausen und am Werdersee, sowie als Badeseen der Achterdieksee bei der Vahr, der Bultensee in Tenever, der Mahndorfer See, die Rottkuhle in Hemelingen, der Sodenmattsee in Huchting, der Waller Feldmarksee, der Stadtwaldsee und der Sportparksee Grambke.

Nachfolgend die von der Bremer Bädergesellschaft verwalteten 13 Bremer Frei- und Hallenbäder:
- Hallenbad Süd in der Neustadt – Hallenbad mit 1-m- und 3-m-Sprungturm und Saunabereich
- Hallenbad Huchting – Hallenbad und Saunabereich
- Bad in der Tegeler Plate in Huchting/Sodenmatt – Bewegungsbad für Kinder und Senioren (Zurzeit nicht in Betrieb wegen Bauschäden)
- OTeBad in Osterholz – Hallenbad
- Schloßparkbad (Schlossi) in Sebaldsbrück – Kombibad bestehend aus Hallenbad und Freibad (50-Meter-Schwimmerbecken)
- Vitalbad Vahr – Hallenbad mit Solebecken
- Das Sportbad der Universität Bremen (Unibad) mit 5-m-Sprungturm war das einzige Bremer Hallenbad mit 50-Meter-Bahnen. Es wurde in den 1970er Jahren errichtet und wird außer von Angehörigen der Universität auch von der Schwimmabteilung des Bremer Sport-Clubs (BSC) genutzt. Mittlerweile findet im Unibad nur noch ein Betrieb für Vereine, für das Schulschwimmen und den Unisport statt.
- Horner Bad in Horn – Kombibad (vormals Freibad), neu eröffnet 2022. Das Horner Bad soll perspektivisch das Unibad als Wettkampfbad mit seinen 50-m-Bahnen ablösen.
- Stadionbad am Weserstadion in der Östlichen Vorstadt – Freibad mit 50-Meter-Bahnen und Sprungturm mit 10, 7,5 und 5 Metern sowie Ein-Meter-Brett
- Westbad in Walle – Kombibad bestehend aus Hallenbad mit Solebecken und Freibad
- Freizeitbad Vegesack – Kombibad bestehend aus Hallenbad mit Sprunganlage (1-m-Brett, 3-m-Turm) und Solebecken, Freibad und Saunabereich
- Freibad Blumenthal – Freibad mit Sprunganlage (1 Meter, 3 Meter, 5 Meter)

## Badestellen

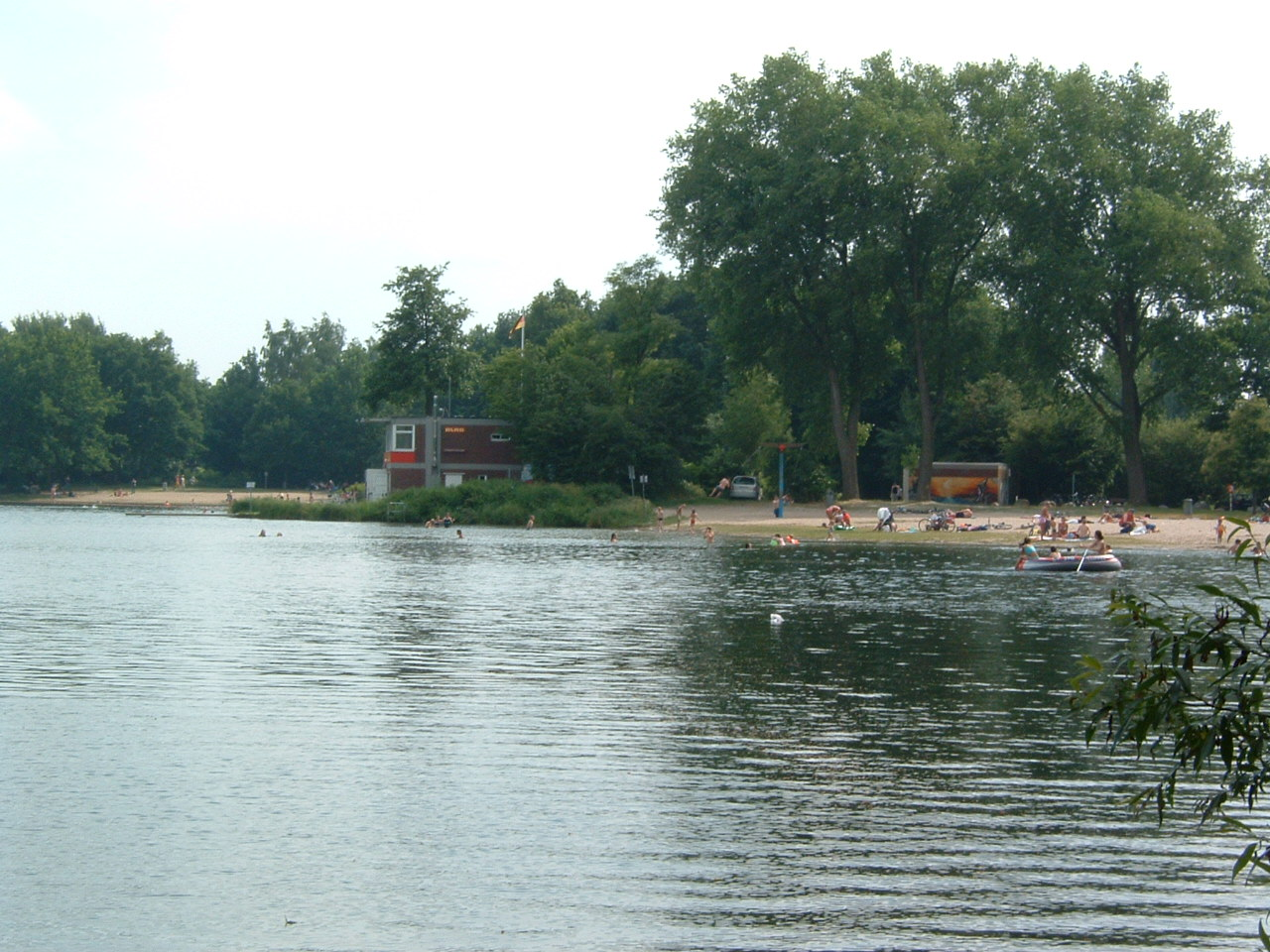
Sodenmattsee mit DLRG-Station

In Bremen gibt es überwachte Badestellen am Achterdieksee, Bultensee, Mahndorfer See, Sodenmattsee, Stadtwaldsee, Waller Feldmarksee, Werdersee und am Sportparksee Grambke mit Wasserrettungsdiensten. Die Überwachung der Bremer Badestellen erfolgt ehrenamtlich durch die Deutsche Lebens-Rettungs-Gesellschaft (DLRG). Sie besteht im Land Bremen seit 1925 als Landesverband mit den Bezirken Bremen-Stadt, Bremen-Nord und Bremerhaven. Sie betreibt im Land Bremen elf Rettungswachstationen. Der Bau der Rettungsstationen an den Bremer Badeseen erfolgt durch die Stadt Bremen.